# Arik
Arik ist ein männlicher und weiblicher Vorname. Für den türkischen Vor- und Familiennamen siehe unter Arık.

## Herkunft und Bedeutung
Der Name Arik besitzt mehrere Ursprünge und Bedeutungen, wobei Arik oft als russische Kurzform vom hochdeutschen Alberich (bzw. russischem Alberik) angesehen wird.
Die Etymologie (unter der Annahme des Ursprunges von Alberich/Alberik) kann folgendermaßen analysiert werden:
Der erste Bestandteil des Namens 'Alb' ist etymologisch von den Alben (vom germanischen 'albi', welches sich vom altsächsischen 'alf' zum englischen 'elf' entwickelte) für "Elfen" oder (meist bösen) "Naturgeistern" abzuleiten. Der zweite Bestandteil ist dem germanischen Substantiv *rīk- zuzuschreiben, was als "Herrscher" bzw. "Fürst" übersetzt wird und ebenso vom keltischen Königswort *rigs/*rix übernommen wurde, wobei der Ursprung im proto-indoeuropäischen *h₃rḗǵs für "König" oder "Herrscher" zu finden ist.
Somit wird die etymologische Bedeutung von Arik (als Kurzform von Alberich/Alberik) als „Herrscher der Naturgeister“ gedeutet.
Die vereinzelt genannte Bedeutung von „edler, vornehmer Anführer“  gilt als wenig belegt und somit unwahrscheinliche Erklärung.
Arik wird außerdem für eine russische Variation von Eric (Erich) und
die Koseform der hebräischen Vornamen Aryeh und Ariel verwendet.
Namenstag: 14. November, 18. Mai
Im Türkischen tritt sowohl der männliche Vorname Arik als auch die Form Arık auf.

## Namensträger
- Arik Armstead (* 1993), US-amerikanischer American-Football-Spieler
- Arik Benado (* 1973), israelischer Fußballspieler
- Arik Brauer (1929–2021), österreichischer Maler, Grafiker, Bühnenbildner, Sänger und Dichter
- Arik Braun (* 1988), deutscher Schachspieler
- Arik Einstein (1939–2013), israelischer Sänger
- Ariel Scharon (1928–2014), genannt Arik Scharon, israelischer Politiker und General
- Arik Sinai (* 1949), israelischer Sänger